# 望谟崖摩
望谟崖摩（学名：Amoora ouangliensis）为楝科崖摩属下的一个种。